# Lniski
Lniski (Lniski I, Elnis, Elnisch, Elnys) – herb szlachecki, używany przez rodzinę osiadłą na Kaszubach. Herb własny rodziny Lniskich.

## Opis herbu
Opis z wykorzystaniem klasycznych zasad blazonowania.
Na tarczy dwudzielnej falami w pas, w polu górnym lew kroczący, pole dolne dzielone na cztery pasy. Klejnot: nad hełmem w koronie róg bawoli i jeleni. Labry. Barwy nieznane.

## Najwcześniejsze wzmianki
Herb wymieniany w tzw. "Nowym Siebmacherze" (Ausgestorbener Preussischer Adel. Provinz Pommern, 1894) oraz w herbarzu wygasłej szlachty Mülverstedta (Abgestorbener Preussicher Adel, 1910).

## Rodzina Lniskich
Rodzina pochodząca od pruskiego rodu Stangów, biorąca nazwisko od wsi Lniska (obecnie Wielkie Lniska i Małe Lniska) w ziemi chełmińskiej. Nie należy mylić ich z Lniskimi herbu Ostoja Pruska, którzy również wywodzą się z Pomorza. Pierwszym znanym jej członkiem był rycerz Jan z Lnisk (Elniz, Elnis), zmarły po 1287 roku. Domniemani członkowie rodu pełnili w XIV wieku funkcje ławników i sędziów ziemskich tczewskich. Według Mülverstedta rodzina miała wygasnąć na początku XVI wieku, chociaż w 1570 roku wymieniani są Jan, Gotard i Kasper Lniscy, posiadacze Małych Lnisk.

## Herbowni
Lniski (Elnis, Elnisch, Elnys). Inna rodzina tego samego nazwiska z powiatu gdańskiego, używała herbu Ostoja Pruska.